# Stephen Storm House
Koordinaten: 42° 13′ 35″ N, 73° 42′ 53″ W

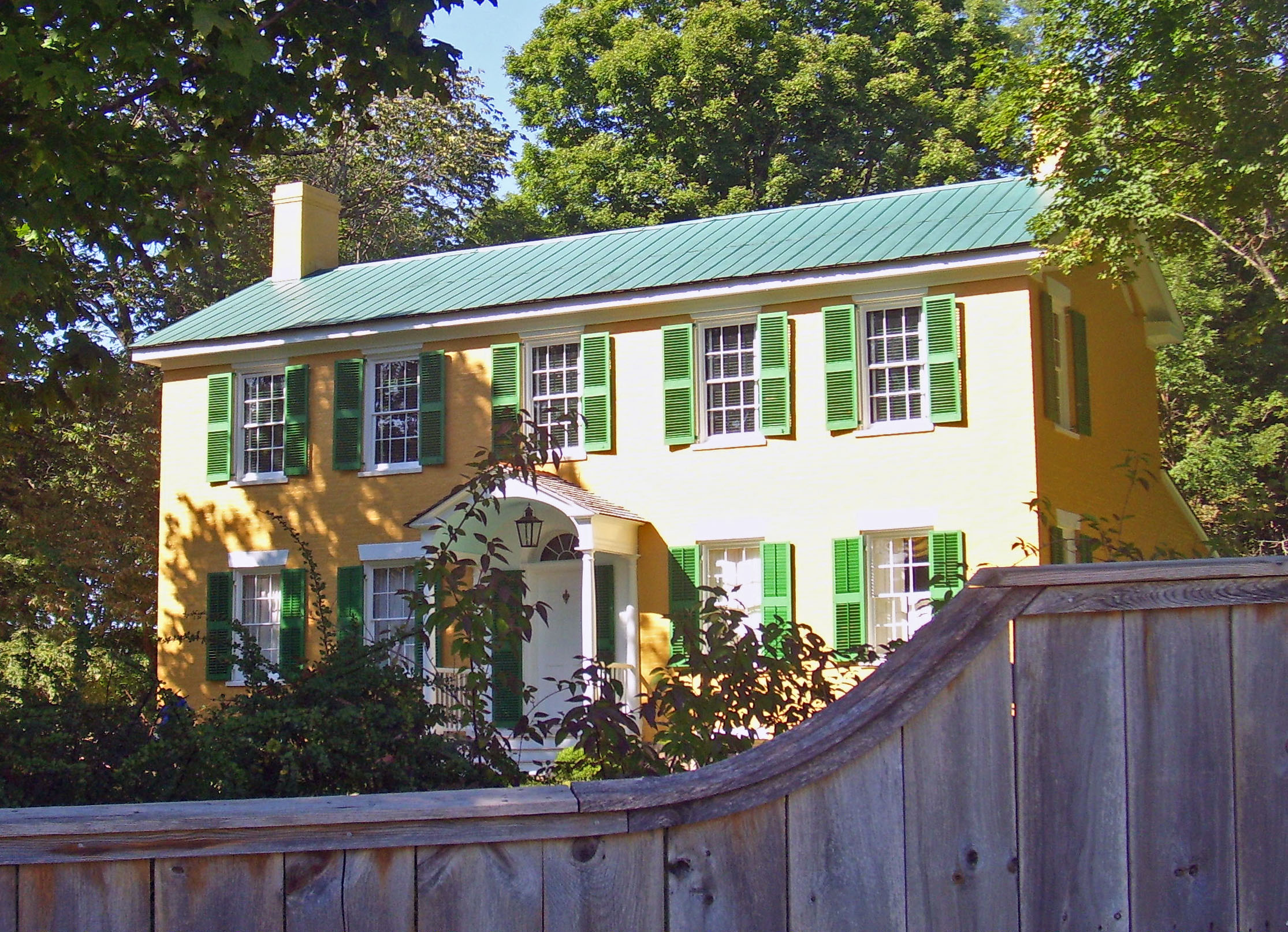
Blick von Südosten (2008)

Das Stephen Storm House befindet sich an der New York State Route 217 direkt östlich von Claverack, im Columbia County im US-Bundesstaat New York. Das aus Backsteinen gebaute Haus im Federal Style entstand zu Beginn des 19. Jahrhunderts.
Es vereinigt Aspekte des Federal Styles in städtischen und in ländlichen Bauten, und das aufwendig gestaltete Innere des Hauses ist weitgehend intakt. Das Bauwerk wurde 1997 in das National Register of Historic Places aufgenommen.

## Anwesen
Bei dem Anwesen handelt es sich um ein 3,6 Acre großes Grundstück an der Nordseite der Route 217, etwa 400 m östlich der Abzweigung von der New York State Route 23. Das Haus selbst ist ein wenig von der Straße zurückgesetzt und steht hinter einem hölzernen Zaun. Ein kleiner Bach trennt das Haus von der noch bestehenden Gründung zweier inzwischen abgebrannter Scheunen. Die Reste gelten als beitragend zum historischen Charakter des Anwesens. Eine lange Zufahrt verzweigt sich an einer der Ruinen, wobei der östliche Zweig zum Haus führt. Blöcke aus Kalkstein flankieren das Ende des Weges vor dem Vordereingang und stammen aus der Zeit, in der Besucher mit Kutschen vorfuhren.
Das Gelände steigt nach Osten sanft an. Ähnliche Häuser stehen auf größeren, halb bewaldeten Grundstücken östlich und westlich des Anwesens. Auf der anderen Straßenseite befindet sich eine Ackerfläche, die nach Süden hin ansteigt.
Das Haus selbst hat zwei Stockwerke und ist ein Backsteingebäude auf einer steinernen Gründung, das fünf auf zwei Joche umfasst. Bei dem Dach handelt es sich um ein Blechdach. Ein Seitenflügel aus Backsteinen erstreckt sich an der nordwestlichen Ecke des Hauses. An ihm entlang und dahinter steht ein Komplex aus Schuppen, die nun in eine moderne Küche und einen Arbeitsraum umgebaut wurden.
An der Südfassade haben alle Fenster Jalousien als Fensterladen. Die Dachtraufe wird durch ein Gesims markiert. Ein von Säulen getragener Portikus, ähnlich dem am Dr. Abram Jordan House, das anderthalb Kilometer weiter westlich an der Route 23 steht, beschirmt den Haupteingang, der von mit festen Jalousien versehenen Seitenlichtern flankiert wird und nach oben mit einem aus Steinen gemauerten Rundbogen abgeschlossen wird.
Jeweils ein Fenster pro Stockwerk, jeweils übereinander liegend, befinden sich an Ost- und Westseite des Hauses; auf der Ostseite kommt noch ein ungewöhnlich gespitztes elliptisches Fenster im Attikageschoss hinzu. Der Seitenflügel am nördlichen Ende wurde ergänzt mit einem neueren zweistöckigen Flügel und mehreren Anbauten.
Eine lang gezogene zentrale Halle befindet sich hinter der aus sechs Paneelen zusammengesetzten Haupttür. Auf beiden Seiten liegen Salons, deren hölzerne Vertäfelungen und Leisten ursprünglich sind. Jede Stufe der dreiläufigen Treppe hat holzgeschnitzte Verzierungen an der Seite, darüber erheben sich aus Kirschholz gefertigte Geländerstäbe im Stil des Hauses. Am hinteren Ende der Halle führt eine kleinere Treppe zu den Flügelbauten.
Beide Salons haben noch ihre frühere Innenausstattung, einschließlich der inneren Fensterläden und der offenen Kamine, wobei der östliche Salon aufwendiger verziert ist. Seine Tür hat zusätzlich zu den detaillierten Leisten und Schnitzverzierungen metallene Zierbeschläge. Das Kaminumfeld hat ein breites Gesims, dessen Mitte durch ein rechteckiges Feld mit abgesetzten Rillen und einem zentralen Blumenmotiv versehen ist. Es wird flankiert von zwei kleineren Rechtecken, unter denen sich jeweils ein mit Rillen versehener Streifen befindet. Die Seiten der Kamine haben geriffelte Säulen.
Auf beiden Seiten einer Tür zu einem kleineren Raum im hinteren Bereich des Hauses erheben sich Pilaster, auf denen ein Gesims ruht, dessen Zentrum geschnitzte Sonnenstrahlen bildet und Rosetten an den Enden aufweist. Auch hier finden sich metallene Zierbeschläge. Der Raum hat eine Stuckdecke mit einer ovalen Ausformung und einem zentralen Medaillon darin.
Im westlich gelegenen Salon ist die Ausstattung ähnlich, doch fehlt hier das Gesims über der Türe, die zum Westeingang des Hauses führt. Das dortige Vestibül führt zum rückwärtigen Flügel. Der ursprüngliche Küchenflügel verfügt über rekonstruierte Feuerstätten und eine Klöntür; diese ist ursprünglich. In seinem Obergeschoss befindet sich ein Schlafzimmer. Die Schlafzimmer im zweiten Stock sind in Große und Anordnung ähnlich den Salons darunter. Auch diese sind mit aufwendigen originalen Detailarbeiten verziert, doch nicht ganz so üppig wie im Erdgeschoss. Das Kaminumfeld im östlichen Schlafzimmer wird von Pilastern und einem tiefen Gesims flankiert. Es gibt keine Fensterläden auf der Innenseite.

## Geschichte
Die Familie Storm war Mitte des 17. Jahrhunderts aus dem Herzogtum Brabant nach Nieuw Nederland eingewandert. Ursprünglich ließ sich die Familie in Brooklyn, doch die Nachkommen arbeiteten sich weiter das Tal des Hudson River nordwärts, indem sie nach der Übernahme der Region durch die Briten und später nach der Amerikanischen Revolution verschiedene öffentliche Ämter bekleideten. Thomas Storm, ein Vorfahre von Stephen Storm, besaß Land in der Gegend, die heute im Süden des Dutchess County liegt und verschaffte Stormville seinen Namen.
Stephen war einer von zwei Abkömmlingen der Familie, die sich Ende des 18. Jahrhunderts in Claverack niederließen. Er heiratete 1807 die ortsansässige Elizabeth Phillips. Zu jener Zeit gehörte das Land, auf dem sich das Haus heute befindet, dem Vater dieser Frau. Das Haus wurde innerhalb weniger Jahre erbaut, doch erst einige später im Kataster verzeichnet.
Zu jener Zeit waren Häuser im Federal Style üblich. Das Stephen Storm House vereint eine für ein ländliches Vorkommen durchaus übliche Größe mit Merkmalen des Baustils, die man sonst regelmäßig eher in städtischen Gebäuden dieses Stils antrifft, etwa die schmale zentrale Halle, die geringe Tiefe des Hauses und einstöckige Anbauten an der Rückseite. Das Interieur des Hauses ist eines der am reichhaltigsten ausgestatteten unter den Bauwerken jener Zeit im Columbia County New Yorks.
1817 kaufte Storm 150 Acre Land auf der gegenüberliegenden Seite des Hauses von Jacob R. Van Rensselaer, einem Nachkommen der ursprünglich niederländischen Familie, der lokal und als Mitglied der New York State Assembly, deren Sprecher und später als Secretary of State des Bundesstaates aktiv war. Storm selbst war Anfang der 1820er Jahre während einer Amtszeit Mitglied der Assembly.
1839 zog Storm nach dem Tod seiner Frau ins nahegelegene Hudson um und verkaufte sein Haus an Andrew Pulver. Dessen Familie stockte den rückwärtigen Flügel auf, was die einzige signifikante Änderung des Bauwerks nach seiner Errichtung war. Die Familie lebte hier bis zum Tod Andrews um 1900. Zu den späteren Eigentümern gehörte John Delafield, einem Abkömmling der Livingston-Familie und Bewohner von Montgomery Place, der in den 1970er Jahren die Erhaltung der historischen Substanz einleitete.

## Belege
1. 1 2 3 4 5 6  Ruth Piwonka und John A. Bonafide: National Register of Historic Places nomination, Stephen Storm House. New York State Office of Parks, Recreation and Historic Preservation, Mai 1997, abgerufen am 23. Dezember 2009 (englisch). Siehe auch: begleitende Fotos